# Lornay
Lornay est une commune française située dans le département de la Haute-Savoie, en région Auvergne-Rhône-Alpes. Elle fait partie du pays de l'Albanais et du canton de Rumilly.

## Urbanisme

### Typologie
Au 1er janvier 2024, Lornay est catégorisée commune rurale à habitat dispersé, selon la nouvelle grille communale de densité à sept niveaux définie par l'Insee en 2022.
Elle est située hors unité urbaine. Par ailleurs la commune fait partie de l'aire d'attraction d'Annecy, dont elle est une commune de la couronne,. Cette aire, qui regroupe 79 communes, est catégorisée dans les aires de 200 000 à moins de 700 000 habitants,.

### Occupation des sols
L'occupation des sols de la commune, telle qu'elle ressort de la base de données européenne d’occupation biophysique des sols Corine Land Cover (CLC), est marquée par l'importance des forêts et milieux semi-naturels (59,6 % en 2018), une proportion identique à celle de 1990 (59,6 %). La répartition détaillée en 2018 est la suivante : 
forêts (59,6 %), zones agricoles hétérogènes (19,8 %), terres arables (14 %), prairies (6,6 %).
L'IGN met par ailleurs à disposition un outil en ligne permettant de comparer l’évolution dans le temps de l’occupation des sols de la commune (ou de territoires à des échelles différentes). Plusieurs époques sont accessibles sous forme de cartes ou photos aériennes : la carte de Cassini (XVIIIe siècle), la carte d'état-major (1820-1866) et la période actuelle (1950 à aujourd'hui).

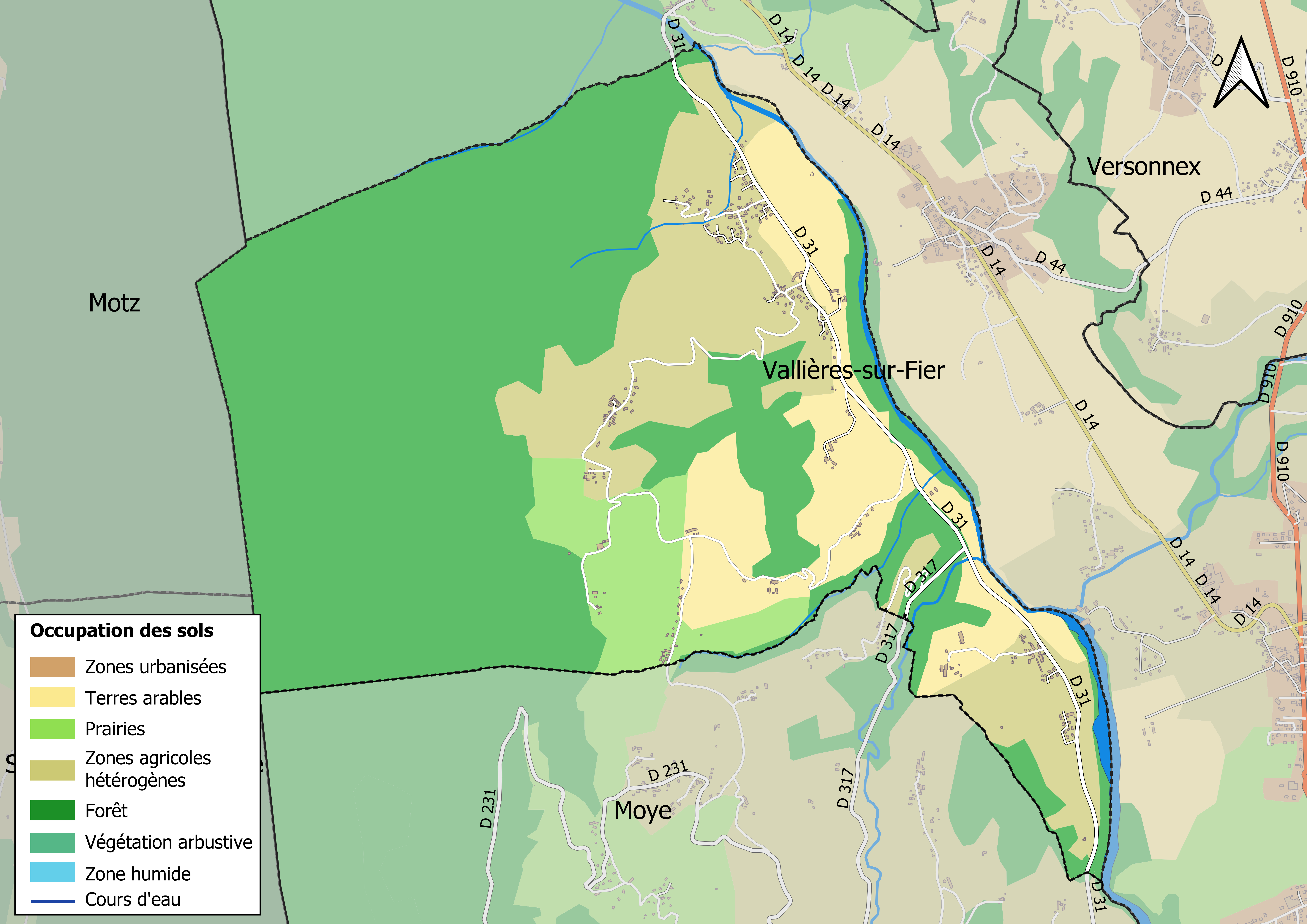
Carte des infrastructures et de l'occupation des sols en 2018 (CLC) de la commune.
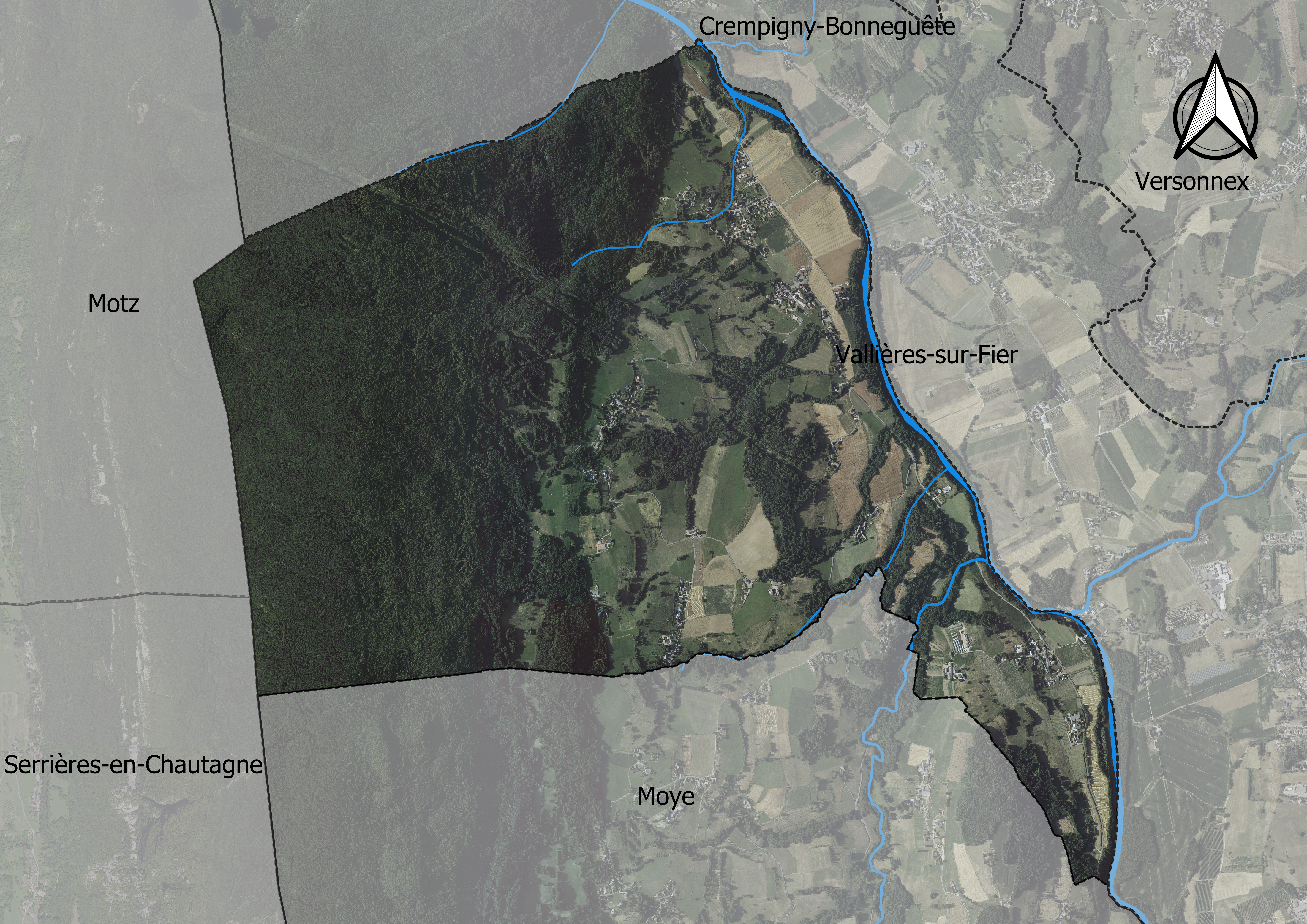
Carte orthophotogrammétrique de la commune.

## Toponymie
En francoprovençal, le nom de la commune s'écrit Lourné (graphie de Conflans) ou Lornê (ORB).

## Histoire
Lornay a été le fief de la famille de Menthon depuis le XIIIe siècle jusqu'à la Révolution. C'est l'arrivée de la Branche de Lornay de Menthon qui donne le nom au village (qui portait un autre nom auparavant).

## Politique et administration
| Période                                  | Période    | Identité         | Étiquette | Qualité |
| ---------------------------------------- | ---------- | ---------------- | --------- | ------- |
| mars 2001                                | mars 2008  | Émile Cochet     | ...       | ...     |
| mars 2008                                | avril 2014 | Joseph Perissier | ...       | ...     |
| avril 2014                               | En cours   | Laurence Kennel  | ...       | ...     |
| Les données manquantes sont à compléter. |            |                  |           |         |

Elle fait partie de la communauté de communes Rumilly Terre de Savoie.

## Démographie
L'évolution du nombre d'habitants est connue à travers les recensements de la population effectués dans la commune depuis 1793. Pour les communes de moins de 10 000 habitants, une enquête de recensement portant sur toute la population est réalisée tous les cinq ans, les populations de référence des années intermédiaires étant quant à elles estimées par interpolation ou extrapolation. Pour la commune, le premier recensement exhaustif entrant dans le cadre du nouveau dispositif a été réalisé en 2005.

En 2022, la commune comptait 585 habitants, en évolution de +5,98 % par rapport à 2016 (Haute-Savoie : +6,01 %, France hors Mayotte : +2,11 %).
| 1793 | 1800 | 1806 | 1822 | 1838 | 1848 | 1858 | 1861 | 1866 |
| ---- | ---- | ---- | ---- | ---- | ---- | ---- | ---- | ---- |
| 329  | 344  | 396  | 394  | 471  | 507  | 505  | 495  | 450  |

| 1872 | 1876 | 1881 | 1886 | 1891 | 1896 | 1901 | 1906 | 1911 |
| ---- | ---- | ---- | ---- | ---- | ---- | ---- | ---- | ---- |
| 423  | 430  | 456  | 449  | 460  | 449  | 450  | 447  | 474  |

| 1921 | 1926 | 1931 | 1936 | 1946 | 1954 | 1962 | 1968 | 1975 |
| ---- | ---- | ---- | ---- | ---- | ---- | ---- | ---- | ---- |
| 350  | 309  | 258  | 289  | 289  | 261  | 224  | 213  | 180  |

| 1982 | 1990 | 1999 | 2005 | 2006 | 2010 | 2015 | 2020 | 2022 |
| ---- | ---- | ---- | ---- | ---- | ---- | ---- | ---- | ---- |
| 202  | 202  | 353  | 408  | 422  | 496  | 536  | 578  | 585  |

## Économie
- Ferme « le Corti », une exploitation de plantes aromatiques, mellifères et de légumes originaux.

## Culture et patrimoine

### Lieux et monuments
- Château de Lornay, à l'est du bourg ;  ancienne maison forte du début du XIIIe siècle, restauré au XIXe siècle.
- Château de la Cour, à l'ouest du bourg ; il en subsiste quelques vestiges. Avec le château de Sion et le château de Crête, édifiés rive droite, il commandait le débouché du val du Fier.

### Personnalités liées à la commune

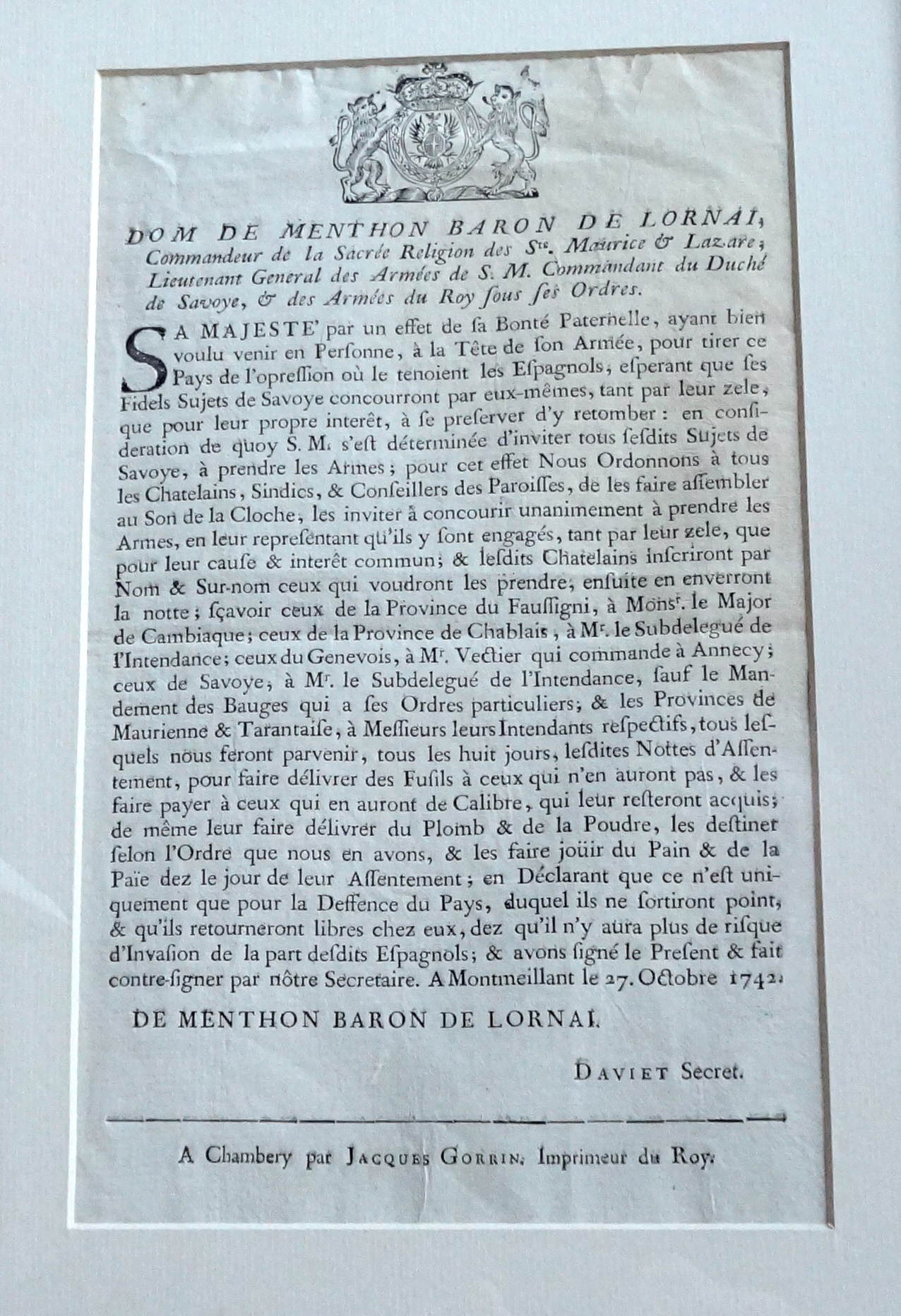
Proclamation de Claude de Menthon, baron de Lornay, lieutenant général du roi de Piémont-Sardaigne, 1742.

- Les seigneurs de Menthon-Lornay dont les principaux sont cités dans la page du château de Lornay.
- Rosalie André (18/2/1896 à Saint André Val de Fier - 27/5/1997 à Rumilly) : centenaire de Lornay où elle vécut la majeure partie de sa vie en compagnie de certains de ses frères dans leur maison familiale d'Hauteret. Restée célibataire et sans enfants, elle n'en éleva pas moins deux de ses nièces devenues orphelines en 1948.
- Albert André, instituteur à Lornay et résistant. Faisait partie du réseau de résistance du Maquis  du Mont des Princes avec le docteur Gabriel Déplante[11]. Il est arrêté par la police française en pleine classe, sera déporté et meurt en camp de concentration. Une plaque en son honneur est visible sur la mairie.